# Транспортна катастрофа
Като транспортна катастрофа се приема всяко произшествие с транспортно средство, или между две и повече транспортни средства, при което има материални щети.
Транспортните катастрофи биват:
- Пътна (шосейна) катастрофа - обикновено се отнася до катастрофи с леки и товарни автомобили, автобуси и други средства на градския транспорт (тролейбус, трамвай);
- Железопътна катастрофа - отнася се до катастрофа на влак или с участие на влак, включително в метро;
- Самолетна катастрофа;
- Морска катастрофа – катастрофа на плавателно средство, включително от речния транспорт;
- Космическа катастрофа - по-широко понятие, което включва, освен катастрофите с космически апарати, и катастрофите на естествени космически обекти в пространството.

## Вижте още
- Производствена катастрофа – синоним на производствената авария;